# Línia RT2 (Rodalia de Tarragona)
La línia RT2 de la Rodalia de Tarragona és un servei ferroviari de rodalia que forma part de Rodalies de Catalunya, és operat per Renfe Operadora i circula per les línies de ferrocarril d'ample ibèric propietat d'Adif. El servei connecta les estacions d'Port Aventura i l'Arboç.
La línia va entrar en servei el 20 de març del 2014 amb la creació del nucli de rodalia del Camp de Tarragona juntament amb la línia RT1, unint l'Arboç amb L'Hospitalet de l'Infant. El 13 de gener del 2020 el recorregut es va veure escurçat a Port Aventura deixant de donar servei a Salou i Cambrils pel tancament de la línia ferroviària de la costa entre L'Hospitalet de l'Infant i Port Aventura a causa de l'obertura de la variant del corredor mediterrani.
| Estació                | Municipi      | Correspondències | Serveis               |
| ---------------------- | ------------- | ---------------- | --------------------- |
| L'Arboç                | L'Arboç       |                  | Aparcament            |
| El Vendrell            | El Vendrell   |                  | Aparcament            |
| Sant Vicenç de Calders | El Vendrell   |                  | Aparcament            |
| Torredembarra          | Torredembarra |                  |                       |
| Altafulla-Tamarit      | Altafulla     |                  | Aparcament            |
| Tarragona              | Tarragona     |                  | Servei d'autobús urbà |
| Port Aventura          | Salou         |                  |                       |